# Taval Lalī
Taval Lalī (persiska: تول للی, Tavallalī) är en ort i Iran.   Den ligger i provinsen Kermanshah, i den västra delen av landet, 400 km väster om huvudstaden Teheran. Taval Lalī ligger 1 307 meter över havet och antalet invånare är 338.
Terrängen runt Taval Lalī är varierad. Runt Taval Lalī är det ganska tätbefolkat, med 185 invånare per kvadratkilometer. Närmaste större samhälle är Kahrīz, 9,9 km söder om Taval Lalī. Trakten runt Taval Lalī består till största delen av jordbruksmark.